# Fellaoucene
Fellaoucene (în arabă فلاوسن) este o comună din provincia Tlemcen, Algeria.
Populația comunei este de 8.781 de locuitori (2008).